# Pé de Plátano
Pé de Plátano (pronunciación portuguesa: [p'E d'e platanu], ‘pie de plátano’) es un barrio del distrito de Sede, en el municipio de Santa Maria, en el estado brasileño de Río Grande del Sur. Está situado en el este de Santa Maria.

## Villas
El barrio contiene las siguientes villas: Parque Residencial Ouro Verde, Pé de Plátano, Vila Almeida, Vila Presidente Vargas.

## Galería de fotos

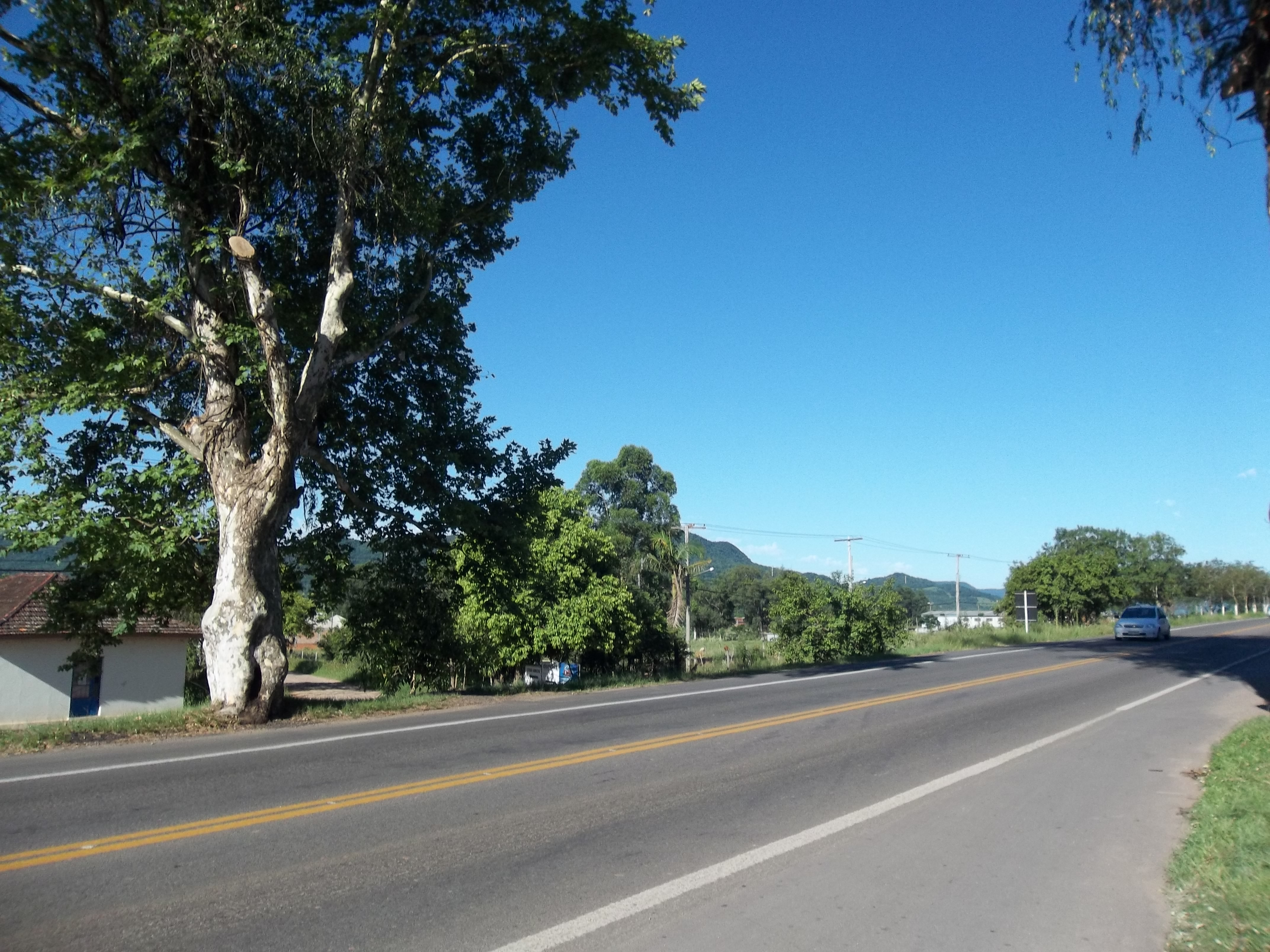

| Noroeste: Arroio Grande   | Norte: Arroio Grande | Nordeste: Arroio Grande Camobi |
| Oeste: Arroio Grande km 3 |                      | Este: Camobi                   |
| Suroeste: São José        | Sur: São José        | Sureste: Camobi                |